# Neoichthyosauria
De Neoichthyosauria zijn een groep uitgestorven zeedieren, behorend tot de Ichthyosauria, die leefde tijdens het Mesozoïcum.
In 2000 definieerde Martin Sander een klade Neoichthyosauria als de groep bestaande uit de laatste gemeenschappelijke voorouder van Temnodontosaurus platyodon en Ichthyosaurus, en al zijn afstammelingen. De naam betekent 'de nieuwe ichthyosauriërs', een verwijzing naar het feit dat zij de groep bedoeld aan te duiden die bestaat uit alle ichthyosauriërs die na het Trias leefden. Hetzelfde jaar gaven Michael Werner Maisch en Andreas Matzke een herziene definitie: de groep bestaande uit de laatste gemeenschappelijke voorouder van Temnodontosaurus trigonodon en Ophthalmosaurus icenicus, en al zijn afstammelingen. Vermoedelijk is deze definitie materieel identiek. 
Sander wist enkele gedeelde afgeleide kenmerken, synapomorfieën, van de groep vast te stellen. De tanden op de kaakranden staan in groeven. De hoek van de knik in de staart bedraagt tien tot veertig graden, waarbij de staartwervels geleidelijk in grootte afnemen. Het opperarmbeen heeft een ingesnoerde schacht. Het schaambeen is langgerekt met een vernauwde binnenkant. Ook het zitbeen is langgerekt met een vernauwde binnenkant. Het scheenbeen en kuitbeen zijn kort en niet gescheiden door een spatium interosseum.
De groep omvat alle afgeleide ichthyosauriërs. Zij ontstond vermoedelijk in feite in het Laat-Trias en stierf uit in het Krijt. Een basale neoichthyosauriër is Dearcmhara.